# La Jacques-Cartier
A Regionalidade Municipal do Condado de La Jacques-Cartier está situada na região de Capitale-Nationale na província canadense de Quebec. Com uma área de mais de três mil quilómetros quadrados, tem, segundo o censo de 2006, uma população de cerca de trinta mil pessoas sendo comandada pela cidade de Shannon. Ela é composta por 10 municipalidades: 4 cidades, 4 municípios, 1 municipalidade de cantões unidos e 1 território não organizado.

## Municipalidades

### Cidade
- Fossambault-sur-le-Lac
- Lac-Delage
- Lac-Saint-Joseph
- Sainte-Catherine-de-la-Jacques-Cartier

### Municípios
- Lac-Beauport
- Sainte-Brigitte-de-Laval
- Saint-Gabriel-de-Valcartier
- Shannon

### Municipalidade de cantões unidos
- Stoneham-et-Tewkesbury

### Território não organizado
- Lac-Croche